# Mizzole
Mizzole è una frazione di Verona, facente parte della VIII circoscrizione. Il quartiere è abitato da 1.673 persone. La frazione dista 8,33 chilometri dal centro di Verona e sorge a 86 metri sul livello del mare, all'inizio della Val Squaranto, ed è adiacente a Montorio Veronese, da cui dista circa 3 km. La parte settentrionale del territorio di Mizzole confina con i territori comunali di San Mauro di Saline, Tregnago, Mezzane di Sotto, Grezzana e Roverè Veronese.
Si tratta di un comune italiano soppresso nel 1933 e aggregato al comune di Verona. Gli abitanti si chiamano mizzolesi.